# Парела
Парѐла (на италианскии на пиемонтски: Parella) е село и община в Метрополен град Торино, регион Пиемонт, Северна Италия. Разположено е на 330 m надморска височина. Към 1 януари 2020 г. населението на общината е 419 души, от които 15 са чужди граждани.